# Sol
| |                                    |
| Primera imagen: fotografía de la luz visible del Sol con un filtro solar en 2013 Segunda imagen: fotografía ultravioleta retocada de la NASA en 2020 |                                    |
| Datos derivados de la observación terrestre |                                    |
| Distancia media desde la Tierra | 149 597 870 700 m (~ 1.5 × 1011 m) |
| Brillo visual (V) | −26.8                              |
| Diám. angular en el perihelio | 32′35.64″                          |
| Diám. angular en el afelio | 31′31.34″                          |
| Índice color (U-B) | +0.10                              |
| Índice color (B-V) | +0.63                              |
| Características físicas |                                    |
| Diámetro | 1 391 016 km (~1.4 × 109 m)        |
| Diámetro relativo (dS/dT) | 109                                |
| Superficie | 6.0877 × 1012 km²                  |
| Volumen | 1.4123 × 1018 km³                  |
| Masa relativa a la de la Tierra | 332 946                            |
| Masa | 1.9891 × 1030 kg                   |
| Densidad | 1411 kg/m³                         |
| Densidad relativa a la de la Tierra | 0.255                              |
| Densidad relativa al agua | 1.41                               |
| Gravedad en la superficie | 274 m/s² (27.96 g)                 |
| Velocidad de escape | 617.8 km/s                         |
| Temperatura efectiva de la superficie | 5778 K (5505 °C)                   |
| Temperatura máxima de la corona | 1-2 ×105 K                         |
| Temperatura del núcleo | ~ 1.36 × 107 K                     |
| Luminosidad (LS) | 3.827 × 1026 W                     |
| Periodo de rotación |                                    |
| En el ecuador: | 27 d 6 h 36 min                    |
| A 30° de latitud: | 28 d 4 h 48min                     |
| A 60° de latitud: | 30 d 19 h 12 min                   |
| A 75° de latitud: | 31 d 19 h 12 min                   |
| Características orbitales |                                    |
| Distancia máxima al centro de la Galaxia | ~ 2.5 × 1017 km ~26 000 años luz   |
| Periodo orbital alrededor del centro galáctico | 2.25-2.50 × 108 años               |
| Velocidad orbital máxima | ~251 km/s                          |
| Inclinación axial con la eclíptica | 7.25°                              |
| Inclinación axial con el plano de la galaxia | 67.23°                             |
| Composición de la fotosfera |                                    |
| Hidrógeno | 73.46 %                            |
| Helio | 24.85 %                            |
| Oxígeno | 0.78 %                             |
| Carbono | 0.30 %                             |
| Hierro | 0.16 %                             |
| Neón | 0.12 %                             |
| Nitrógeno | 0.09 %                             |
| Silicio | 0.07 %                             |
| Magnesio | 0.06 %                             |
| Azufre | 0.05 %                             |

El Sol (del latín sol, solis, ‘dios Sol invictus’ o ‘sol’, a su vez de la raíz protoindoeuropea sauel, ‘luz’) es una estrella de tipo-G de la secuencia principal y clase de luminosidad V que se encuentra en el centro del sistema solar y constituye la mayor fuente de radiación electromagnética de este sistema planetario. Es una esfera casi perfecta de plasma, con un movimiento convectivo interno que genera un campo magnético a través de un proceso de dinamo. Cerca de tres cuartas partes de la masa del Sol lo forman gases como el hidrógeno; el resto es principalmente helio, con cantidades mucho más pequeñas de elementos como oxígeno, carbono, neón y hierro.
Se formó hace aproximadamente 4600 millones de años a partir del colapso gravitacional de la materia dentro de una región de una gran nube molecular. La mayor parte de esta materia se acumuló en el centro, mientras que el resto se aplanó en un disco en órbita que se convirtió en el sistema solar. La masa central se volvió cada vez más densa y caliente, dando lugar con el tiempo al inicio de la fusión nuclear en su núcleo. Se cree que casi todas las estrellas se forman por este proceso. El Sol es más o menos de edad intermedia y no ha cambiado drásticamente desde hace más de cuatro mil millones de años, y seguirá siendo bastante estable durante otros 5000 millones de años más. Sin embargo, después de que la fusión del hidrógeno en su núcleo se haya detenido, el Sol sufrirá cambios importantes y se convertirá en una gigante roja. Se estima que el Sol se volverá entonces lo suficientemente grande como para engullir las órbitas actuales de Mercurio, Venus y posiblemente la Tierra.
La Tierra y otros cuerpos (incluidos otros planetas, asteroides, meteoroides, cometas y polvo) orbitan alrededor del Sol. Por sí solo, representa alrededor del 99.86 % de la masa del sistema solar. La distancia media del Sol a la Tierra fue definida exactamente por la Unión Astronómica Internacional en 149 597 870 700 metros (aproximadamente 150 millones de kilómetros). Su luz recorre esta distancia en 8 minutos y 20 segundos.
La energía del Sol, en forma de luz solar, sustenta a casi todas las formas de vida en la Tierra a través de la fotosíntesis y determina el clima de la Tierra y la meteorología.
Es la estrella del sistema planetario en el que se encuentra la Tierra; por lo tanto, es el astro con mayor brillo aparente. Su visibilidad en el cielo local determina, respectivamente, el día y la noche en diferentes regiones de diferentes planetas. En la Tierra, la energía radiada por el Sol es aprovechada por los seres fotosintéticos que constituyen la base de la cadena trófica, siendo así la principal fuente de energía de la vida. También aporta la energía que mantiene en funcionamiento los procesos climáticos.
El Sol es una estrella que se encuentra en la fase denominada secuencia principal, con un tipo espectral G2 y clase de luminosidad V, por tanto, también es denominada como enana amarilla. Se formó hace entre 4567.9 y 4570.1 millones de años y permanecerá en la secuencia principal aproximadamente 5000 millones de años más. El Sol, junto con todos los cuerpos celestes que orbitan a su alrededor, incluida la Tierra, forman el sistema solar.
A pesar de ser una estrella enana, es la única cuya forma se puede apreciar a simple vista, con un diámetro angular de 32′35″  de arco en el perihelio y 31′31″  en el afelio, lo que da un diámetro medio de 32′03″ . La combinación de tamaños y distancias del Sol y la Luna son tales que se ven, aproximadamente, con el mismo tamaño aparente en el cielo. Esto permite una amplia gama de eclipses solares distintos (totales, anulares o parciales).
El vasto efecto del Sol sobre la Tierra ha sido reconocido desde tiempos prehistóricos y el astro ha sido considerado por algunas culturas como una deidad. El movimiento de la Tierra alrededor del Sol es la base del calendario solar, de uso predominante hoy en día.
La disciplina científica que se encarga del estudio del Sol en su totalidad es la física solar.

## Características
El Sol es una estrella de tipo-G de la secuencia principal que abarca aproximadamente el 99.86 % de la masa del sistema solar. Éste tiene una magnitud absoluta de +4.83, estimada como más brillante que el 85 % de las estrellas de la Vía Láctea, la mayoría de las cuales son enanas rojas. Pertenece a la Población I, o a las estrellas ricas en elementos pesados. La formación del Sol pudo haber sido provocada por ondas de choque de una o más supernovas próximas. Esto fue planteado debido a la gran abundancia de elementos pesados en el sistema solar, como el oro y el uranio, en relación con las abundancias de estos elementos en la llamada Población II de estrellas, siendo estas pobres en elementos pesados. Estos elementos podrían haberse producido por reacciones nucleares endotérmicas durante una supernova, o por transmutación a través de la absorción neutrónica dentro de una estrella masiva de segunda generación.

GIF, hecho por la NASA, abril 2008.

El Sol es, con diferencia, el objeto más brillante en el cielo, con magnitud aparente de −26.74. Es unos 13 000 millones de veces más brillante que la segunda estrella más luminosa, Sirio, que tiene una magnitud aparente de −1.46. La distancia media del centro del Sol al centro de la Tierra es de aproximadamente 1 unidad astronómica (alrededor de 150 millones de kilómetros), aunque la distancia varía a medida que la Tierra se mueve desde el perihelio en enero hasta el afelio en julio. En esta distancia media, la luz viaja desde el horizonte del Sol hasta el horizonte de la Tierra en unos 8 minutos y 19 segundos, mientras que la luz desde los puntos más cercanos del Sol y de la Tierra tarda aproximadamente dos segundos menos.
El Sol no tiene un límite definido y en sus partes externas su densidad disminuye exponencialmente al aumentar la distancia a su centro. No obstante, a efectos de medición, se considera el radio solar como la distancia que engloba desde su centro hasta el borde de la fotosfera, la superficie visible aparente del Sol. Con base en esta medida, el Sol es una esfera casi perfecta con un achatamiento estimado de 9 millonésimas, lo que significa que su diámetro polar difiere de su diámetro ecuatorial por tan solo 10 kilómetros. El efecto mareal de los planetas es débil y no afecta significativamente a la forma del Sol. El Sol rota más deprisa por su ecuador que por sus polos. Esta rotación diferencial está causada por el movimiento de convección debido al transporte de calor y al efecto Coriolis producido por la rotación del Sol. En un marco de referencia definido por las estrellas, el periodo de rotación es de aproximadamente 25.6 días en el ecuador y de 33.5 días en los polos. Visto desde la Tierra en su órbita alrededor del Sol, el período de rotación aparente del Sol en su ecuador es de unos 28 días.

## Luz solar

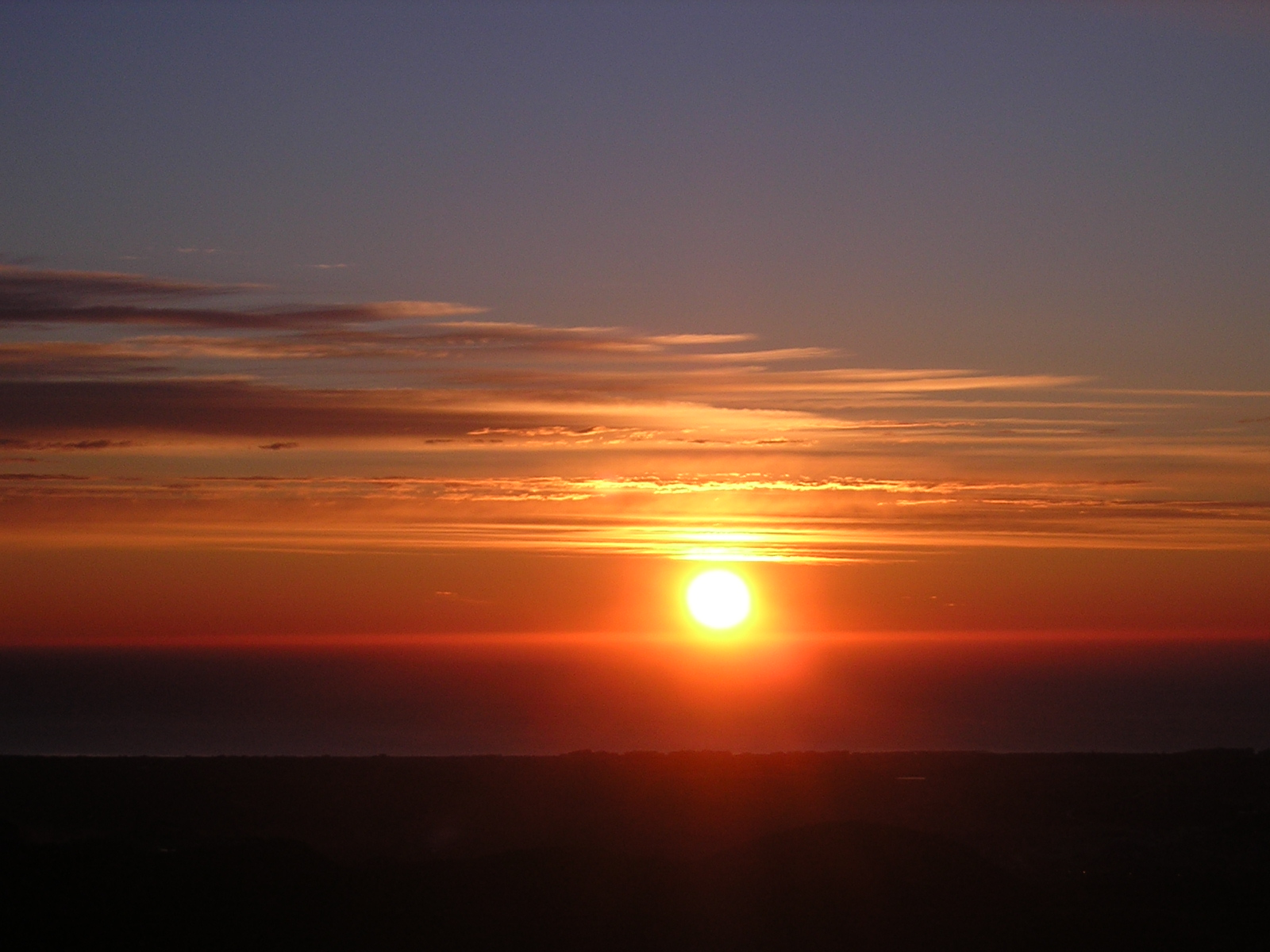
Amanecer desde el mirador del Garbí en Valencia (España)

La constante solar es la cantidad de energía que el Sol deposita por unidad de tiempo y superficie y que es directamente expuesta como luz solar. La constante solar es igual a aproximadamente a 1361 W/m² (vatios por metro cuadrado) a una distancia de una unidad astronómica (ua) del Sol (es decir, en la Tierra o a la misma distancia del Sol que ella). La luz del Sol en la superficie de la Tierra es atenuada por la atmósfera terrestre, de modo que, llega menos energía a la superficie (cerca de 1000 W/m²) en condiciones claras cuando el Sol está cerca del cenit. La luz del Sol en la parte superior de la atmósfera terrestre está compuesta (por energía total) de aproximadamente un 50 % de luz infrarroja, un 40 % por luz visible y un 10 % de luz ultravioleta. La atmósfera terrestre filtra más del 70 % de la radiación ultravioleta solar, especialmente en las longitudes de onda más cortas. La radiación ultravioleta solar ioniza la parte superior de la atmósfera en el lado diurno de la Tierra, volviendo a la ionosfera conductora de electricidad.
El Sol es una estrella G2V, con G2 se indica que su temperatura superficial es de aproximadamente 5778 K (5505 °C), y V que, como la mayoría de las estrellas, es una estrella enana de la secuencia principal. La luminancia media del Sol es de aproximadamente 1.88 Gcd/m² (gigacandelas por metro cuadrado), pero como se ve a través de la atmósfera de la Tierra, esto se reduce a aproximadamente 1.44 Gcd/m². Sin embargo, la luminancia no es constante a través del disco del Sol (oscurecimiento del limbo).

## Color
En ausencia de atmósfera el Sol presenta un color blanco. Se puede comprobar en imágenes desde la alta montaña con un cielo completamente despejado y limpio, desde la Estación Espacial Internacional  o en las fotos de los astronautas del Apolo 12 desde la superficie lunar. El color blanco tiene la explicación teórica en el espectro solar, que emite en un amplio rango del longitudes de onda con una temperatura de color en torno a 5780 K y un índice de color-espacio (CIE) cercano al (0.3; 0.3)
En la cultura occidental se suele representar al Sol de color amarillo; en Japón, en cambio, se suele representar de color rojo. Al observar al Sol a baja altura sobre el horizonte la atmósfera influye en su color y brillo. El Sol se ve menos brillante pero con una tonalidad alterada.
Esto seguramente haya influido en que algunos autores hayan argumentado que el color del Sol viene dado por su máximo de emisión. Pero hay dos problemas interesantes aquí.
En primer lugar, el espectro de emisión presenta su máximo en unos 500 nm, que se asocia habitualmente al color verde cercano al azul. Esta asociación es incluso discutible, puesto que sólo existe una correspondencia longitud de onda/color visible en una emisión monocromática lo más pura posible. Por ejemplo, se pueden ver colores verdes en la aurora boreal debido a la emisión monocromática a 500.7 nm del oxígeno atómico doblemente ionizado (esto está provocado por el choque entre los átomos de oxígeno con electrones de menor energía liberados por moléculas de nitrógeno excitadas por la radiación solar en las capas altas de la atmósfera).
El segundo error es más sutil y viene de no considerar que el máximo de la distribución de Planck depende de la variable elegida, siendo la longitud de onda, frecuencia y número de ondas las más frecuentes. El máximo de la distribución dependerá de dicha variable. Si elegimos la frecuencia, el máximo se correspondería a 880 nm, ya en el infrarrojo cercano. Por tanto, el máximo no tiene un sentido físico tan claro como el interpretado según la ley de desplazamiento de Wien, donde se utiliza la representación de la función de Planck exclusivamente en función de la longitud de onda.
El Sol también puede verse de muy diferentes colores según las condiciones atmosféricas. Desde el rojizo de las salidas y puestas debido a la dispersión de la atmósfera (que se puede ver aumentados por la presencia de pequeñas partículas contaminantes), hasta, en raras ocasiones, el azulado (provocado por partículas de mayor diámetro, como parece haber ocurrido durante la erupción del Krakatoa o por la contaminación del humo de grandes incendios).

## Composición

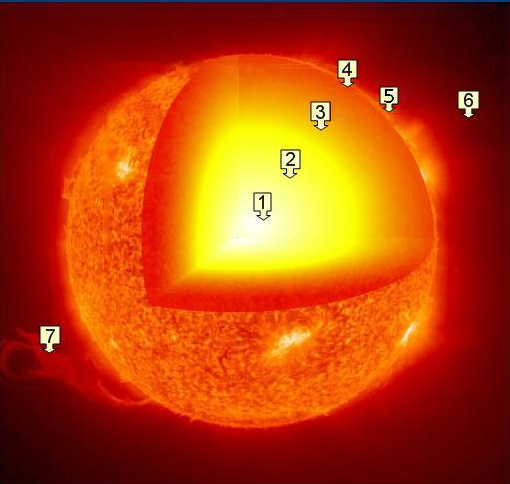
Capas internas del sol

El Sol está compuesto principalmente por los elementos químicos hidrógeno y helio; que representan el 74.9 % y el 23.8 % de la masa del Sol en la fotosfera, respectivamente. Todos los elementos más pesados, llamados metales en astronomía, representan menos del 2 % de la masa, con el oxígeno (más o menos el 1 % de la masa del Sol), carbono (0.3 %), neón (0.2 %), y el hierro (0.2 %), que es el más abundante.
El Sol heredó su composición química del medio interestelar a través del cual se formó. El hidrógeno y el helio en el Sol fueron producidos por nucleosíntesis del Big Bang, y los elementos más pesados se crearon por nucleosíntesis estelar en generaciones de estrellas que completaron su evolución estelar y devolvieron su material al medio interestelar antes de la formación del Sol. La composición química de la fotosfera se considera normalmente como representativa de la composición del sistema solar primordial. Sin embargo, desde que se formó el Sol, parte del helio y de elementos pesados se han asentado gravitacionalmente desde la fotosfera. Por lo tanto, en la fotosfera de hoy en día, la fracción de helio es reducida, y la metalicidad es solamente el 84 % de lo que era en la fase protoestelar (antes de que la fusión nuclear comenzara en el núcleo). Se cree que la composición protoestelar del Sol ha sido de un 71.1 % de hidrógeno, 27.4 % de helio, y de un 1.5 % de elementos más pesados.
Hoy en día la fusión nuclear en el núcleo del Sol ha modificado la composición mediante la conversión del hidrógeno en helio, por lo que ahora la parte más interna del Sol es más o menos un 60 % de helio, junto con la abundancia de elementos más pesados que no han sido alterados. Debido a que el calor se transfiere desde el centro del Sol por radiación en vez de por convección, ninguno de los productos de fusión del núcleo ha llegado a la fotosfera.
La zona reactiva del núcleo de «combustión del hidrógeno», donde el hidrógeno se convierte en helio, está empezando a ser circundado por un núcleo interno de «cenizas de helio». Este desarrollo continuará y posteriormente tendrá lugar la salida del Sol de la secuencia principal para llegar a convertirse así en una gigante roja.
La abundancia de elementos pesados solares descritos anteriormente son medidos usando tanto espectroscopia de la fotosfera del Sol como midiendo las abundancias en los meteoritos que nunca han sido calentados a temperaturas de fusión. Se cree que estos meteoritos retienen la composición del Sol protoestelar y, por lo tanto, no se ven afectados por la sedimentación de elementos pesados. Por lo general, los dos métodos concuerdan bien.

## Estructura del Sol

Imagen detallada de un conjunto de manchas solares observadas en el espectro de luz visible. La umbra y la penumbra son claramente discernibles, así como la granulación solar.

Como toda estrella, el Sol posee una forma esférica, y a causa de su lento movimiento de rotación, tiene también un leve achatamiento polar. Como en cualquier cuerpo masivo, toda la materia que lo constituye es atraída hacia el centro del objeto por su propia fuerza gravitatoria. Sin embargo, el plasma que forma el Sol se encuentra en equilibrio, ya que la creciente presión en el interior solar compensa la atracción gravitatoria, lo que genera un equilibrio hidrostático. Estas enormes presiones se producen debido a la densidad del material en su núcleo y a las enormes temperaturas que se dan en él gracias a las reacciones termonucleares que allí acontecen. Existe, además de la contribución puramente térmica, una de origen fotónico. Se trata de la presión de radiación, nada despreciable, que es causada por el ingente flujo de fotones emitidos en el centro del Sol.
Casi todos los elementos químicos terrestres (aluminio, azufre, bario, cadmio, calcio, carbono, cerio, cobalto, cobre, cromo, estaño, estroncio, galio, germanio, helio, hidrógeno, hierro, indio, magnesio, manganeso, níquel, nitrógeno, oro, oxígeno, paladio, plata, platino, plomo, potasio, rodio, silicio, sodio, talio, titanio, tungsteno, vanadio, circonio y cinc) y diversos compuestos (como el cianógeno, el óxido de carbono y el amoniaco) han sido identificados en la constitución del astro rey, por lo que se ha concluido que, si nuestro planeta se calentara hasta la temperatura solar, tendría un espectro luminoso casi idéntico al Sol. Incluso el helio fue descubierto primero en el Sol y luego se constató su presencia en nuestro planeta.
El Sol presenta una estructura en capas esféricas o en «capas de cebolla». La frontera física y las diferencias químicas entre las distintas capas son difíciles de establecer. Sin embargo, se puede determinar una función física que es diferente para cada una de las capas. En la actualidad, la astrofísica dispone de un modelo de estructura solar que explica satisfactoriamente la mayor parte de los fenómenos observados. Según este modelo, el Sol está formado por: 1) núcleo solar, 2) zona radiante, 3) zona convectiva, 4) fotosfera, 5) cromosfera, 6) corona, 7) manchas solares, 8) granulación y 9) viento solar.

### Núcleo

Imagen que muestra las capas del interior del Sol

Ocupa unos 139 000 km del radio solar, 1⁄5 del mismo, y es en esta zona donde se verifican las reacciones termonucleares que proporcionan toda la energía que el Sol produce. Esta energía generada en el núcleo del Sol tarda un millón de años en alcanzar la superficie solar. En su centro se calcula que existe un 49 % de hidrógeno, 49 % de helio y un 2 % que se distribuye en otros elementos que sirven como catalizadores en las reacciones termonucleares. A comienzos de la década de los años 30 del siglo XX, el físico austriaco Fritz Houtermans (1903-1966) y el astrónomo inglés Robert d'Escourt Atkinson (1898-1982) unieron sus esfuerzos para averiguar si la producción de energía en el interior del Sol y en las estrellas se podía explicar por las transformaciones nucleares. En 1938, Hans Albrecht Bethe (1906-2005), en los Estados Unidos, y Carl Friedrich von Weizsäcker (1912-2007), en Alemania, simultánea e independientemente, encontraron el hecho notable de que un grupo de reacciones en las que intervienen el carbono y el nitrógeno como catalizadores constituyen un ciclo, que se repite una y otra vez, mientras dura el hidrógeno. A este grupo de reacciones se le conoce como ciclo de Bethe o del carbono, y es equivalente a la fusión de cuatro protones en un núcleo de helio. En estas reacciones de fusión hay una pérdida de masa, esto es, el hidrógeno consumido pesa más que el helio producido. Esa diferencia de masa se transforma en energía, según la ecuación de Einstein (E = mc²), donde E es la energía, m la masa y c la velocidad de la luz. Estas reacciones nucleares transforman el 0.7 % de la masa afectada en fotones, con una longitud de onda cortísima y, por lo tanto, muy energéticos y penetrantes. La energía producida mantiene el equilibrio térmico del núcleo solar a temperaturas aproximadamente de 15 millones de kelvins.
El ciclo ocurre en las siguientes etapas:
1H1 + 6C12 → 7N13
7N13 → 6C13 + e+ + neutrino
1H1 + 6C13 → 7N14
1H1 + 7N14 → 8O15
8O15 → 7N15 + e+ + neutrino
1H1 + 7N15 → 6C12 + 2He4.
Sumando todas las reacciones y cancelando los términos comunes, se tiene
4 1H1 → 2He4 + 2e+ + 2 neutrinos = 26.7 MeV.
La energía neta liberada en el proceso es 26.7 MeV, o sea cerca de 6.7 × 1014 J por kg de protones consumidos. El carbono actúa como catalizador, pues se regenera al final del ciclo.
Otra reacción de fusión que ocurre en el Sol y en las estrellas es el ciclo de Critchfield, más comúnmente conocido como cadena protón-protón. Charles Critchfield (1910-1994) era en 1938 un joven físico, alumno de George Gamow, (1904-1968) en la Universidad George Washington, y tuvo una idea completamente diferente, al darse cuenta de que en el choque entre dos protones a velocidades próximas a la de la luz, puede ocurrir que uno de ellos pierda su carga positiva (e+), se fusionen y se convierta en un neutrón, que permanece unido al otro protón y forma un núcleo de deuterio, es decir, un núcleo pesado formado por un isótopo estable del hidrógeno. El positrón (e+) al ser liberado tiende a aniquilarse con bastante rapidez, fusionándose con un electrón (e−), produciendo en el proceso radiación fotónica. Al mismo tiempo, en esta segunda fase, se libera un neutrino electrónico de baja energía, que no interactúa con ningún átomo y se libera al espacio a velocidades próximas a la de la luz sin colisionar con la materia.
Más tarde, la fusión de un protón (p+), o lo que es lo mismo, un núcleo H1, con un núcleo de deuterio da lugar a un isótopo del helio He³ y a la emisión de fotones gamma (γ). Finalmente, con un 97 % de probabilidad aproximadamente, dos núcleos del isótopo He³ dan lugar, al ser fusionados, en un núcleo estable de He4 más dos nuevos protones (p+), con lo que el ciclo se retroalimenta hasta la primera fase inicial, al tiempo que pierde energía a razón de 26.7 MeV netos.
La reacción puede producirse de dos maneras algo distintas:
1H1 + 1H1 → 1H² + e+ + neutrino electrónico
1H1 + 1H² → 2He³ + fotones gamma
2He³ + 2He³ → 2He4 + 2 1H1

...también expresada con la notación:
p+ + p+ → H² + e + νe
H² + p+ → He³ + γ
He³ + He³ → He4 + p+ + p+
El primer ciclo se da en estrellas más calientes y con mayor masa que el Sol, y la cadena protón-protón en las estrellas similares al Sol. En cuanto al Sol, hasta el año 1953 se creyó que su energía era producida casi exclusivamente por el ciclo de Bethe, pero se demostró durante estos últimos años que el calor solar proviene en su mayor parte (~75 %) del ciclo protón-protón.
En los últimos estadios de su evolución, el Sol fusionará también el helio producto de estos procesos para producir carbono y oxígeno (véase proceso triple-alfa).

### Zona radiante
En la zona exterior al núcleo el transporte de la energía generada en el interior se produce por radiación hasta el límite exterior de la zona radiactiva. Esta zona está compuesta de plasma, es decir, grandes cantidades de hidrógeno y helio ionizado. Como la temperatura del Sol decrece desde el centro (15 MK en el núcleo) hacia la periferia (6000 K en la fotosfera), es más fácil que un fotón cualquiera se mueva del centro a la periferia que al revés. Sin embargo, los fotones deben avanzar por un medio ionizado tremendamente denso siendo absorbidos y reemitidos infinidad de veces en su camino. Se calcula que un fotón cualquiera puede tardar un millón de años en alcanzar la superficie y manifestarse como luz visible.

### Zona convectiva
Esta región se extiende por encima de la zona radiante y en ella los gases solares dejan de estar ionizados y los fotones son absorbidos con facilidad y se convierten en un material opaco al transporte de radiación. Por lo tanto, el transporte de energía se realiza por convección, de modo que el calor se transporta de manera no homogénea y turbulenta por el propio fluido. Los fluidos se dilatan al ser calentados y disminuyen su densidad. Por lo cual se forman corrientes ascendentes de material desde la zona caliente hasta la zona superior, y simultáneamente se producen movimientos descendentes de material desde las zonas exteriores menos calientes. Así, a unos 200 000 km bajo la fotosfera del Sol, el gas se vuelve opaco por efecto de la disminución de la temperatura; en consecuencia, absorbe los fotones procedentes de las zonas inferiores y se calienta a expensas de su energía. Se forman así secciones convectivas turbulentas, en las que las parcelas de gas caliente y ligero suben hasta la fotosfera, donde nuevamente la atmósfera solar se vuelve transparente a la radiación y el gas caliente cede su energía en forma de luz visible, y se enfría antes de volver a descender a las profundidades. El análisis de las oscilaciones solares ha permitido establecer que esta zona se extiende hasta estratos de gas situados a la profundidad indicada anteriormente. La observación y el estudio de estas oscilaciones solares constituyen el campo de trabajo de la heliosismología.

### Fotosfera
La fotosfera es la zona visible donde se emite luz visible del Sol. La fotosfera se considera como la «superficie» solar y, vista a través de un telescopio, se presenta formada por gránulos brillantes que se proyectan sobre un fondo más oscuro. A causa de la agitación de nuestra atmósfera, estos gránulos parecen estar siempre en agitación. Puesto que el Sol es gaseoso, su fotosfera es algo transparente: puede ser observada hasta una profundidad de unos cientos de kilómetros antes de volverse completamente opaca. Normalmente, se considera que la fotosfera solar tiene unos 100 o 200 km de profundidad.

Esquema de la estructura de anillo de una llamarada solar y su origen causado por la deformación de las líneas del campo electromagnético

Aunque el borde o limbo del Sol aparece bastante nítido en una fotografía o en la imagen solar proyectada con un telescopio, se aprecia fácilmente que el brillo del disco solar disminuye hacia el borde. Este fenómeno de oscurecimiento del centro al limbo es consecuencia de que el Sol es un cuerpo gaseoso con una temperatura que disminuye con la distancia al centro. La luz que se ve en el centro procede en la mayor parte de las capas inferiores de la fotosfera, más caliente y por tanto más luminosa. Al mirar hacia el limbo, la dirección visual del observador es casi tangente al borde del disco solar por lo que llega radiación procedente sobre todo de las capas superiores de la fotosfera, menos calientes y emitiendo con menor intensidad que las capas profundas en la base de la fotosfera.
Un fotón tarda un promedio de diez días desde que surge de la fusión de dos átomos de hidrógeno, en atravesar la zona radiante y un mes en recorrer los 200 000 km de la zona convectiva, empleando tan solo unos 8 minutos y medio en cruzar la distancia que separa la Tierra del Sol. No se trata de que los fotones viajen más rápidamente ahora, sino que en el exterior del Sol el camino de los fotones no se ve obstaculizado por los continuos cambios, choques, quiebros y turbulencias que experimentaban en el interior del Sol.
Los gránulos brillantes de la fotosfera tienen muchas veces forma hexagonal y están separados por finas líneas oscuras. Los gránulos son la evidencia del movimiento convectivo y burbujeante de los gases calientes en la parte exterior del Sol. En efecto, la fotosfera es una masa en continua ebullición en el que las células convectivas se aprecian como gránulos en movimiento cuya vida media es tan solo de unos nueve minutos. El diámetro medio de los gránulos individuales es de unos 700 a 1000 km y resultan particularmente notorios en los períodos de mínima actividad solar. Hay también movimientos turbulentos a una escala mayor, la llamada «supergranulación», con diámetros típicos de unos 35 000 km. Cada supergranulación contiene cientos de gránulos individuales y sobrevive entre 12 a 20 horas. Fue Richard Christopher Carrington (1826-1875), cervecero y astrónomo aficionado, el primero en observar la granulación fotosférica en el siglo XIX. En 1896 el francés Pierre Jules César Janssen (1824-1907) consiguió fotografiar por primera vez la granulación fotosférica.

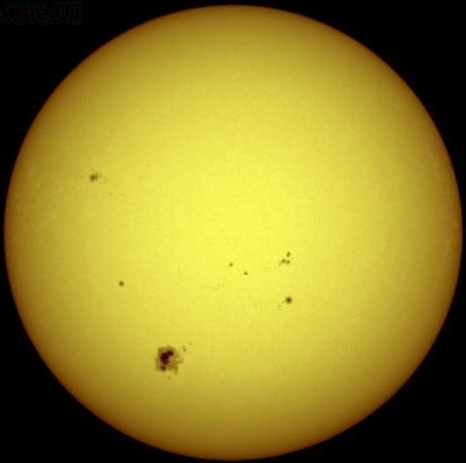
El Sol con algunas manchas solares visibles. Las dos manchas en el medio tienen casi el mismo diámetro que la Tierra.

El signo más evidente de actividad en la fotosfera son las manchas solares. En los tiempos antiguos se consideraba al Sol como un fuego divino y, por consiguiente, perfecto e infalible. Del mismo modo se sabía que la brillante cara del Sol estaba a veces nublada con unas manchas oscuras, pero se imaginaba que era debido a objetos que pasaban en el espacio entre el Sol y la Tierra. Cuando Galileo (1564-1642) construyó el primer telescopio astronómico, dando origen a una nueva etapa en el estudio del Universo, hizo la siguiente afirmación: «Repetidas observaciones me han convencido, de que estas manchas son sustancias en la superficie del Sol, en la que se producen continuamente y en la que también se disuelven, unas más pronto y otras más tarde». Una mancha solar típica consiste en una región central oscura, llamada «umbra», rodeada por una «penumbra» más clara. Una sola mancha puede llegar a medir hasta 12 000 km (casi tan grande como el diámetro de la Tierra), pero un grupo de manchas puede alcanzar 120 000 km de extensión e incluso algunas veces más. La penumbra está constituida por una estructura de filamentos claros y oscuros que se extienden más o menos radialmente desde la umbra.

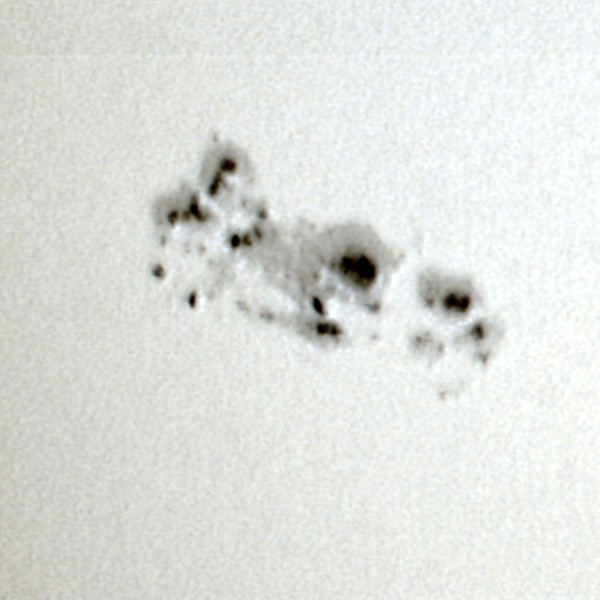
Imagen detallada de un conjunto de manchas solares observadas en el visible. La umbra y la penumbra son claramente discernibles así como la granulación solar.

Ambas (umbra y penumbra) parecen oscuras por contraste con la fotosfera, simplemente porque están menos calientes que la temperatura media de la fotosfera. Así, la umbra tiene una temperatura de 4000 K, mientras que la penumbra alcanza los 5600 K, inferiores en ambos casos a los 6000 K que tienen los gránulos de la fotosfera. Por la ley de Stefan-Boltzmann, en que la energía total radiada por un cuerpo negro (como una estrella) es proporcional a la cuarta potencia de su temperatura efectiva (E = σT4, donde σ = 5.67051 × 10−8 W/m²·K4), la umbra emite aproximadamente un 32 % de la luz emitida por un área igual de la fotosfera y análogamente la penumbra tiene un brillo de un 71 % de la fotosfera. La oscuridad de una mancha solar está causada únicamente por un efecto de contraste; si pudiéramos ver a una mancha tipo, con una umbra del tamaño de la Tierra, aislada y a la misma distancia que el Sol, brillaría una 50 veces más que la Luna llena. Las manchas están relativamente inmóviles con respecto a la fotosfera y participan de la rotación solar. El área de la superficie solar cubierta por las manchas se mide en términos de millonésima del disco visible.

### Cromosfera

Eclipse solar del 3 de octubre de 2005.

La cromosfera es una capa exterior a la fotosfera visualmente mucho más transparente. Su tamaño es de aproximadamente 10 000 km, y es imposible observarla sin filtros especiales, pues es eclipsada por el mayor brillo de la fotosfera. La cromosfera puede observarse durante un eclipse solar en un tono rojizo característico y en longitudes de onda específicas, notablemente en Hα, una longitud de onda característica de la emisión por hidrógeno a muy alta temperatura.
Las prominencias solares ascienden ocasionalmente desde la fotosfera, alcanzan alturas de hasta 150 000 km y producen erupciones solares espectaculares.

### Corona solar

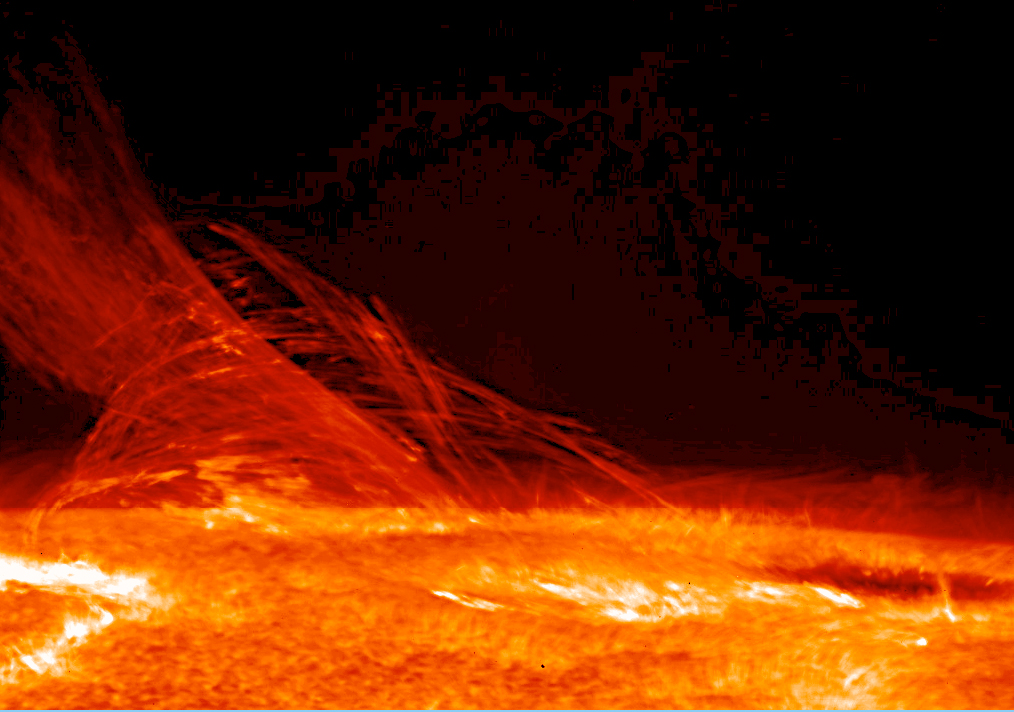
Manifestación de la naturaleza filamentaria del plasma al conectar dos regiones con diferente polaridad magnética. Imagen tomada por el Telescopio Óptico Solar Hinode, el 12 de enero de 2007.

La corona solar está formada por las capas más tenues de la atmósfera superior solar. Su temperatura alcanza los millones de kelvin, una cifra muy superior a la de la capa que le sigue, la fotosfera, siendo esta inversión térmica uno de los principales enigmas de la ciencia solar reciente. Estas elevadísimas temperaturas son un dato engañoso y consecuencia de la alta velocidad de las pocas partículas que componen la atmósfera solar. Sus grandes velocidades son debidas a la baja densidad del material coronal, a los intensos campos magnéticos emitidos por el Sol y a las ondas de choque que rompen en la superficie solar estimuladas por las células convectivas. Como resultado de su elevada temperatura, desde la corona se emite gran cantidad de energía en rayos X. En realidad, estas temperaturas no son más que un indicador de las altas velocidades que alcanza el material coronal que se acelera en las líneas de campo magnético y en dramáticas eyecciones de material coronal (EMCs). Lo cierto es que esa capa es demasiado poco densa como para poder hablar de temperatura en el sentido usual de agitación térmica.

Vídeo de cámara rápida de una región activa en la superficie del Sol capturado con un refractor de 152 mm y un filtro de cromosfera Daystar Quark.

Todos estos fenómenos combinados ocasionan extrañas rayas en el espectro luminoso que hicieron pensar en la existencia de un elemento desconocido en la Tierra al que incluso denominaron coronium hasta que investigaciones posteriores en 1942 concluyeron que se trataban de radiaciones producidas por átomos neutros de oxígeno de la parte externa de la misma corona, así como de hierro, níquel, calcio y argón altamente ionizados (fenómenos imposibles de obtener en laboratorios).
La corona solar solamente es observable desde el espacio con instrumentos adecuados que anteponen un disco opaco para eclipsar artificialmente al Sol o durante un eclipse solar natural desde la Tierra. El material tenue de la corona es continuamente expulsado por la fuerte radiación solar dando lugar a un viento solar. Así pues, se cree que las estructuras observadas en la corona están modeladas en gran medida por el campo magnético solar y las células de transporte convectivo.
En 1970 el físico sueco Hannes Alfvén obtuvo el premio Nobel. Él estimó que había ondas que transportaban energía por líneas del campo magnético que recorre el plasma de la corona solar. Pero hasta hoy no se había podido detectar la cantidad de ondas que eran necesarias para producir dicha energía.
Pero imágenes de alta definición ultravioleta, tomadas cada ocho segundos por el satélite de la NASA Solar Dynamics Observatory (SDO), han permitido a científicos como Scott McIntosh y a sus colegas del Centro Nacional Estadounidense de Investigación Atmosférica, detectar gran cantidad de estas ondas. Las mismas se propagan a gran velocidad (entre 200 y 250 km/s) en el plasma en movimiento. Ondas cuyo flujo energético se sitúa entre 100 y 200 W/km² (vatios por kilómetro cuadrado) «son capaces de proveer la energía necesaria para propulsar a los rápidos vientos solares y así compensar las pérdidas de calor de las regiones menos agitadas de la corona solar», estiman los investigadores.
Sin embargo, para McIntosh esto no es suficiente para generar los 2000 W/m² (vatios por metro cuadrado) que se necesitan para abastecer a las zonas activas de la corona. Es por esto que se requiere de instrumentos con mayor capacidad temporal y espacial para estudiar todo el espectro de energía irradiada en las regiones activas de nuestra estrella.

### Heliosfera

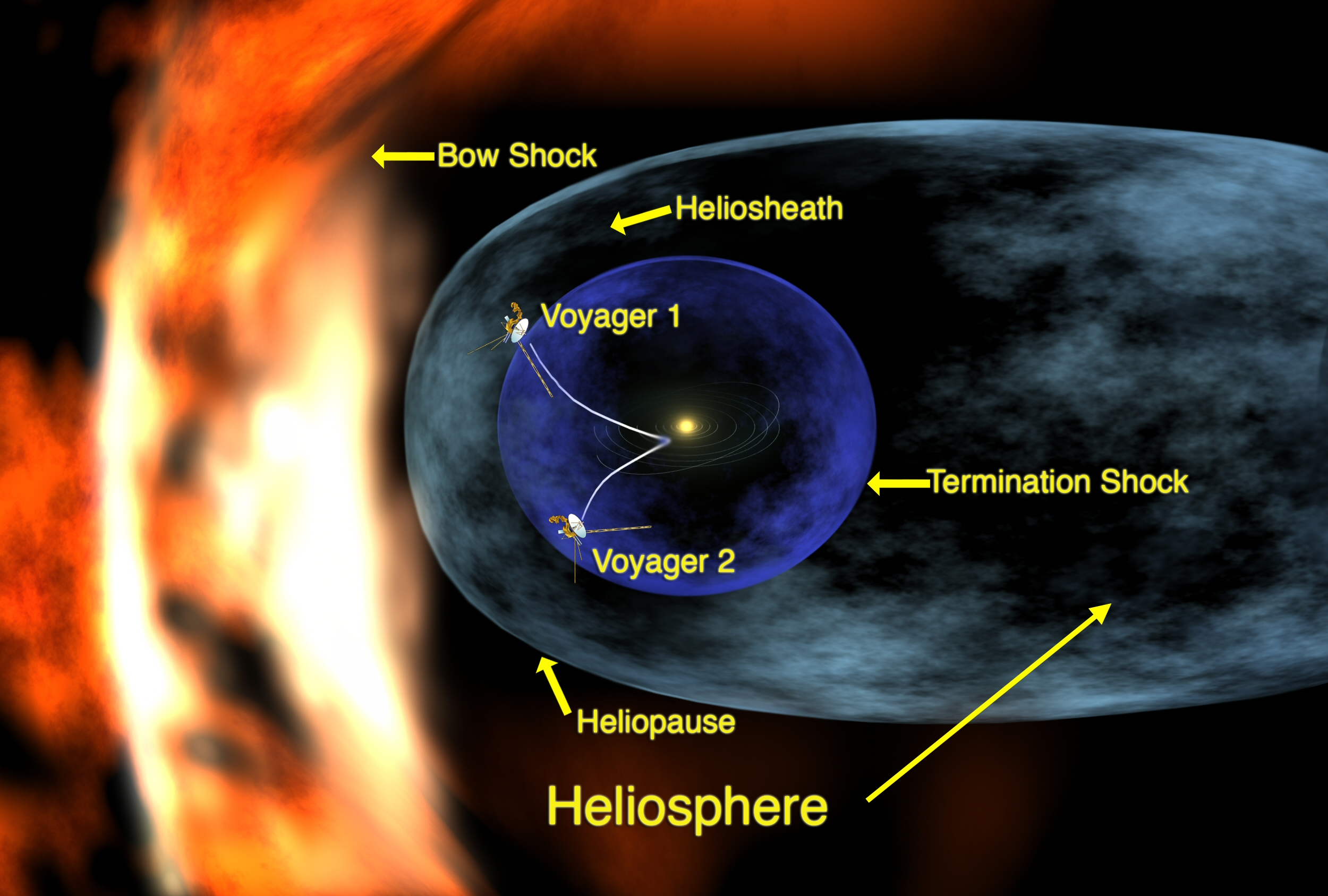
Vista de la heliosfera protegiéndonos de las radiaciones provenientes del centro de la galaxia

La heliosfera sería la región que se extiende desde el Sol hasta más allá de Plutón y que se encuentra bajo la influencia del viento solar. Es en esta región donde se extienden los efectos de las tormentas geomagnéticas y también donde se extiende el influjo del campo magnético solar. La heliosfera protege al sistema solar de las radiaciones provenientes del medio interestelar y su límite se extiende a más de 100 UA del Sol, límite solamente superado por los cometas.

## Actividad solar

### Eyección de masa coronal

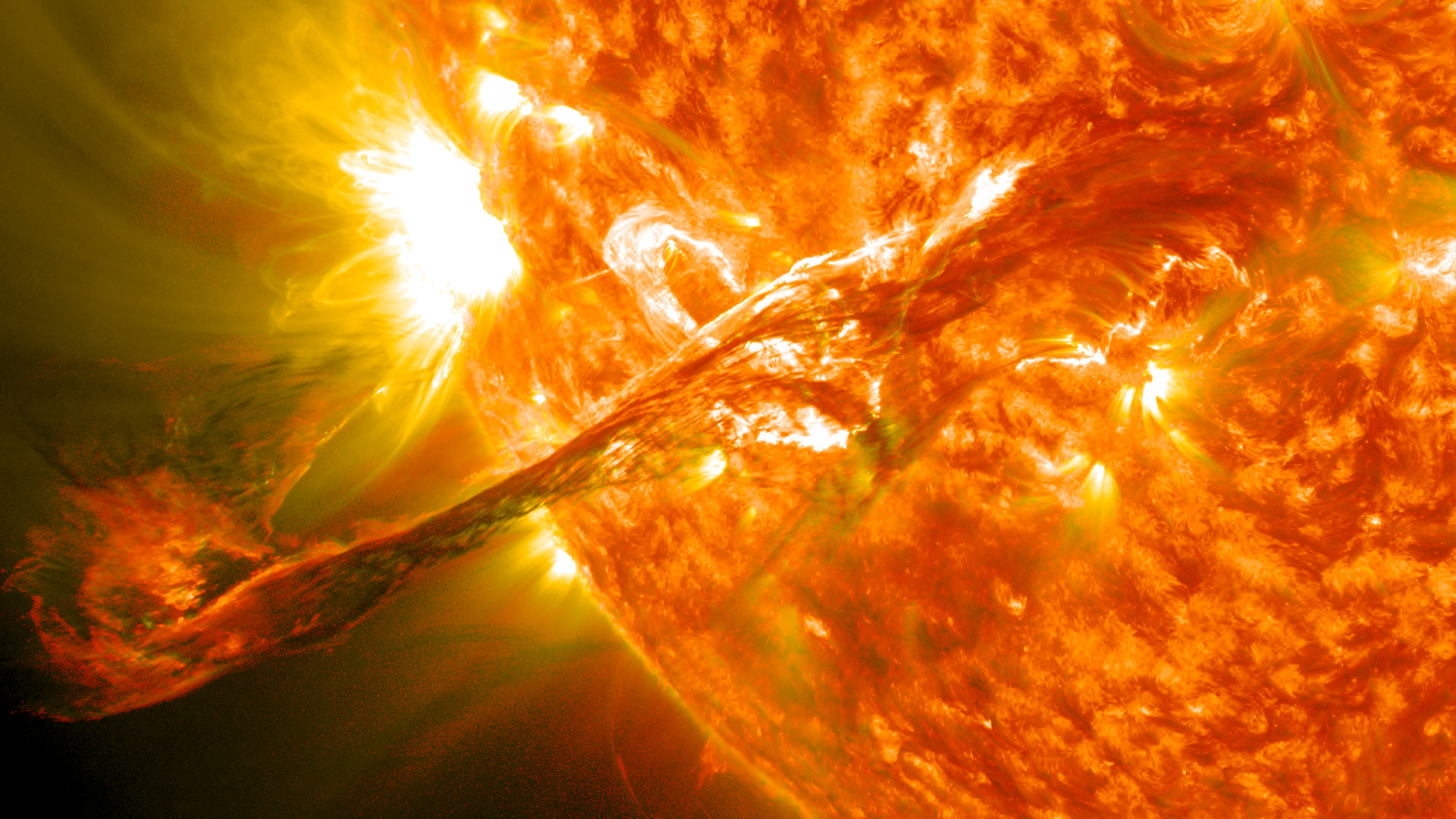
Filamento solar fotografiado el 31 de agosto de 2012 (NASA). La eyección de masa solar viajó a 1500 kilómetros por segundo.

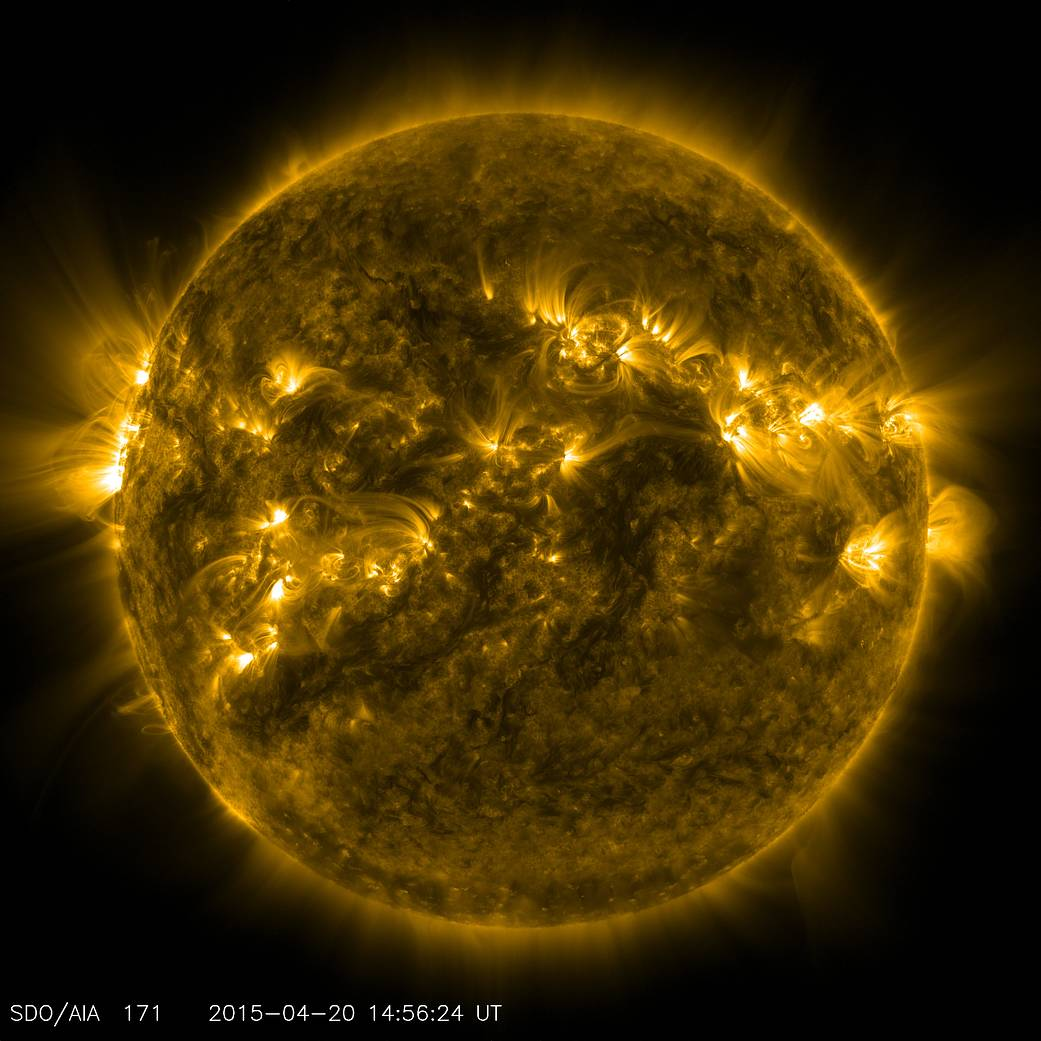
Los puntos brillantes y los arcos iluminados de material solar que flotan en la atmósfera del sol resaltan lo que se conoce como regiones activas en el sol, en esta imagen del Observatorio de Dinámica Solar de la NASA, capturada el 20 de abril de 2015. Estas son áreas de actividad magnética intensa y compleja que a veces pueden dar lugar a erupciones solares y eyecciones de masa coronal.

La eyección de masa coronal (CME) es una onda formada por radiación y viento solar que se desprende del Sol en el periodo llamado Actividad Máxima Solar. Esta onda es muy peligrosa ya que daña los circuitos eléctricos, los transformadores y los sistemas de comunicación. Cuando esto ocurre, se dice que hay una tormenta solar.
- Cada 11 años el Sol entra en un turbulento ciclo (Actividad Máxima Solar) que representa la época más propicia para que el planeta sufra una tormenta solar. Dicho proceso acaba con el cambio de polaridad solar (no confundir con el cambio de polaridad terrestre).
- Nos encontramos en el Ciclo Solar 25, que comenzó en diciembre de 2019.[36]
- Una potente tormenta solar es capaz de paralizar por completo la red eléctrica de las grandes ciudades, una situación que podría durar semanas, meses o incluso años.
- Las tormentas solares pueden causar interferencias en las señales de radio, afectar a los sistemas de navegación aéreos, dañar las señales telefónicas e inutilizar satélites por completo.
- El 13 de marzo de 1989 la ciudad de Quebec, en Canadá, fue azotada por una fuerte tormenta solar. Como resultado de ello, seis millones de personas se vieron afectadas por un gran apagón que duró 90 segundos. La red eléctrica de Montreal estuvo paralizada durante más de nueve horas. Los daños que provocó el apagón, junto con las pérdidas originadas por la falta de energía, alcanzaron los cientos de millones de dólares.
- Entre los días 1 y 2 de septiembre de 1859 una intensa tormenta solar afectó a la mayor parte del planeta. Las líneas telegráficas de los Estados Unidos y el norte de Europa quedaron inutilizadas y se provocaron varios incendios. Además, una impresionante aurora boreal, fenómeno que normalmente solo puede observarse desde las regiones árticas, pudo verse en lugares tan alejados de los polos como el sur de Europa, el Caribe, Hawái.,[37] e incluso en Colombia, cerca del ecuador terrestre.[38]

### Cambio de polaridad solar
El campo magnético del Sol se forma como sigue: En el núcleo las presiones del hidrógeno provocan que sus átomos únicamente queden excluidos por las fuerzas de polaridad de los protones, dejando una nube de electrones en torno a dicho núcleo (los electrones se han desprendido de las órbitas tradicionales, formando una capa de radiación electrónica común). La fusión de los átomos de hidrógeno en helio se produce en la parte más interna del núcleo, en donde el helio queda restringido por ser un material más pesado. Dicho «ordenamiento» induce que los propios electrones compartan estados de energía y en consecuencia sus campos magnéticos adquieran aún más densidad y potencia. Las enormes fuerzas de gravedad, impiden que los fotones (portadores de esas fuerzas) escapen de forma libre. De esta forma se genera en su interior un potente campo magnético que influye en la dinámica del plasma en las capas siguientes.
Los campos magnéticos, tal como si se tratase de un material fluido, encuentran su dinámica por las fuerzas magnetohidrodinámicas en constante interacción con las gravitatorias y rotacionales de la estrella, llegando a la superficie de manera que, los materiales más externos quedan ordenados conforme a las líneas de fuerza Gauss. La rotación solar produce que las capas más externas no giren todas a la misma velocidad, por lo que el ordenamiento de estas líneas de fuerza se va descompensando a medida que los materiales distribuidos entre los polos y el ecuador van perdiendo sincronismo en el giro rotacional de la estrella. Por cada ruptura en la integridad del campo magnético, se produce un escape de líneas de fuerza Gauss (produciendo las típicas manchas negras), en las que un aumento de estas, puede tener como consecuencia una erupción solar consecuente por la desintegración local del campo gauss. Cuando el Sol se acerca a su máximo desorden, las tormentas solares son máximas. Estos periodos se dan cada 11 años. El Sol no posee un campo electromagnético como el de la Tierra, sino que posee lo que se denomina viento solar, producido por esas inestabilidades rotacionales del Sol. Si no fuera por eso, los campos magnéticos del Sol quedarían restringidos a la dinámica del plasma.
Por esa misma razón, una reacción de fusión entre dos átomos de hidrógeno en el interior del Sol, tarda 11 años en llegar a escapar de las enormes fuerzas gravitatorias y magnéticas.

## Nacimiento y muerte del Sol

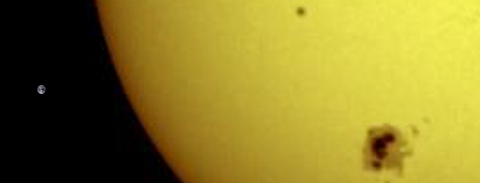
La diferencia de tamaños entre el Sol y la Tierra queda patente en esta imagen comparativa de ambos, con la Tierra en el lado izquierdo, y un trozo del Sol a la derecha.

El Sol se formó hace 4650 millones de años y tiene combustible para 7500 millones de años más. Después, comenzará a hacerse más y más grande, hasta convertirse en una gigante roja. Finalmente, se hundirá por su propio peso y se convertirá en una enana blanca, que puede tardar unos mil millones de años en enfriarse.
Se formó a partir de nubes de gas y polvo que contenían residuos de generaciones anteriores de estrellas. Debido a la metalicidad de dicho gas, de su disco circunestelar surgieron, más tarde, los planetas, asteroides y cometas del sistema solar. En el interior del Sol se producen reacciones de fusión en las que los átomos de hidrógeno se transforman en helio, produciéndose la energía que irradia. Actualmente, el Sol se encuentra en plena secuencia principal, fase en la que seguirá unos 5000 millones de años más fusionando hidrógeno de manera estable.

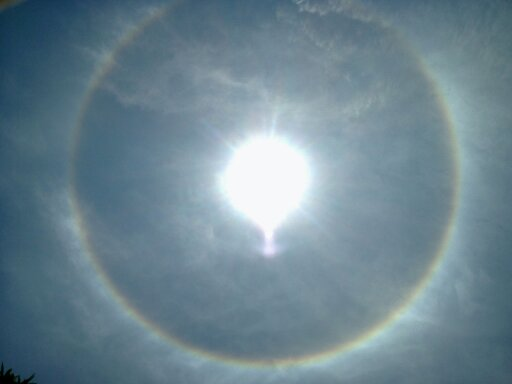
El Sol rodeado por un arcoíris (halo solar).

Cada segundo se transforman 700 millones de toneladas de hidrógeno en cenizas de helio, este proceso transforma cinco millones de toneladas de materia en energía, lo que da como resultado que el Sol cada vez se vuelve más liviano.

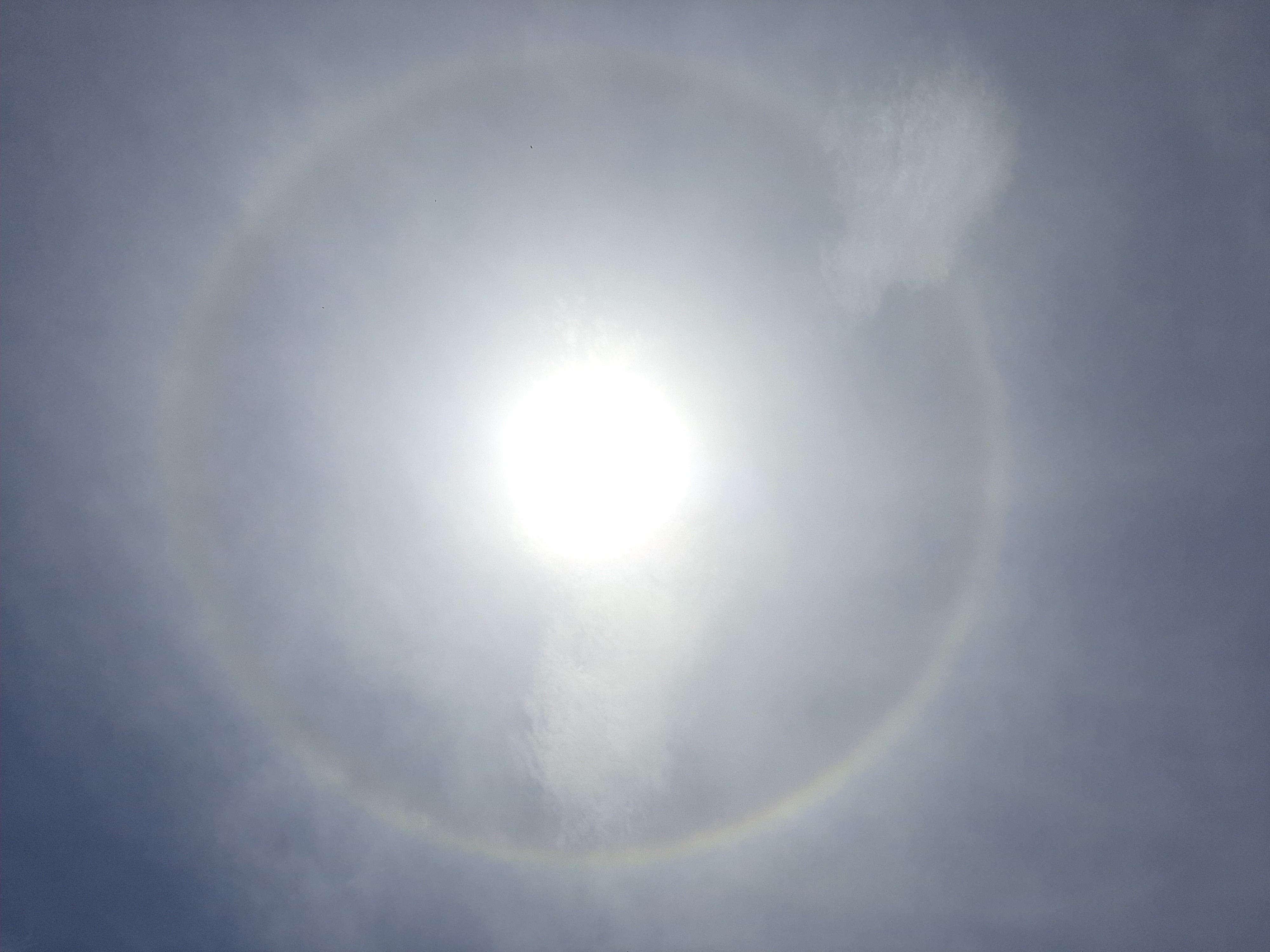
Sol rodeado por un halo solar, fotografía tomada en la Ciudad de Bogotá D.C Colombia.

Llegará un momento en que el Sol agote todo el hidrógeno en la región central al haberlo transformado en helio. La presión será incapaz de sostener las capas superiores y la región central tenderá a contraerse gravitacionalmente, calentando progresivamente las capas adyacentes. El exceso de energía producida hará que las capas exteriores del Sol tiendan a expandirse y enfriarse y el Sol se convertirá en una estrella gigante roja. El diámetro puede llegar a alcanzar y sobrepasar al de la órbita de la Tierra, con lo cual, cualquier forma de vida se habrá extinguido. Cuando la temperatura de la región central alcance aproximadamente 100 millones de kelvins, comenzará a producirse la fusión del helio en carbono mientras alrededor del núcleo se sigue fusionando hidrógeno en helio. Ello producirá que la estrella se contraiga y disminuya su brillo a la vez que aumenta su temperatura, convirtiéndose el Sol en una estrella de la rama horizontal. Al agotarse el helio del núcleo, se iniciará una nueva expansión del Sol y el helio empezará también a fusionarse en una nueva capa alrededor del núcleo inerte —compuesto de carbono y oxígeno y que por no tener masa suficiente el Sol no alcanzará las presiones y temperaturas suficientes para fusionar dichos elementos en elementos más pesados— que lo convertirá de nuevo en una gigante roja, pero esta vez de la rama asintótica gigante y provocará que el astro expulse gran parte de su masa en la forma de una nebulosa planetaria, quedando únicamente el núcleo solar que se transformará en una enana blanca y, mucho más tarde, al enfriarse totalmente, en una enana negra. El Sol no llegará a estallar como una supernova al no tener la masa suficiente para ello.

Ciclo de vida del Sol

Si bien se creía en un principio que el Sol acabaría por absorber a Mercurio, a Venus y a la Tierra al convertirse en gigante roja, la gran pérdida de masa que sufrirá en el proceso hizo pensar por un tiempo que la órbita terrestre —al igual que la de los demás planetas del sistema solar— se expandiría posiblemente y salvaría a nuestro planeta de ese destino. Sin embargo, un artículo reciente postula que ello no ocurrirá y que las interacciones mareales, así como el roce con la materia de la cromosfera solar, harán que nuestro planeta sea absorbido. Otro artículo posterior apunta en la misma dirección.
En cuanto a la vida en la Tierra durante ese proceso de evolución del Sol, se sabe que en la actualidad, el brillo del Sol aumenta aproximadamente un 1% cada 100 millones de años. Se necesitarán por tanto al menos mil millones de años para agotar el agua líquida de la Tierra debido a tal aumento. Después de eso, la Tierra dejará de poder sustentar vida multicelular compleja y los últimos organismos multicelulares que quedan en el planeta sufrirán una extinción masiva final y completa.

## Importancia de la energía solar en la Tierra
La mayor parte de la energía utilizada por los seres vivos procede del Sol, las plantas la absorben directamente y realizan la fotosíntesis, los herbívoros absorben indirectamente una pequeña cantidad de esta energía comiendo las plantas, y los carnívoros absorben indirectamente una cantidad más pequeña comiendo a los herbívoros.
La mayoría de las fuentes de energía usadas por el hombre derivan indirectamente del Sol. Los combustibles fósiles preservan energía solar capturada hace millones de años mediante fotosíntesis, la energía hidroeléctrica usa la energía potencial de agua que se condensó en altura después de haberse evaporado por el calor del Sol.
Sin embargo, el uso directo de energía solar para la obtención de energía no está aún muy extendido debido a que los mecanismos actuales no son suficientemente eficaces.

### Reacciones termonucleares e incidencia sobre la superficie terrestre
Una mínima cantidad de materia puede convertirse en una enorme manifestación de energía. Esta relación entre la materia y la energía explica la potencia del Sol, que hace posible la vida. ¿Cuál es la equivalencia? En 1905, Einstein había predicho una equivalencia entre la materia y la energía mediante su ecuación E=mc². Una vez que Einstein formuló la relación, los científicos pudieron explicar por qué ha brillado el Sol por miles de millones de años. En el interior del Sol se producen continuas reacciones termonucleares. De este modo, el Sol convierte cada segundo unos 564 millones de toneladas de hidrógeno en 560 millones de toneladas de helio, lo que significa que unos cuatro millones de toneladas de materia se transforman en energía solar, una pequeña parte de la cual llega a la Tierra y sostiene la vida.
Con la fórmula y los datos anteriores se puede calcular la producción de energía del Sol, obteniéndose que la potencia de nuestra estrella es aproximadamente 3.8 × 1026 vatios, o 3.8 × 1023 kilovatios —o, dicho de otra manera, el Sol produce en un segundo 760 000 veces la producción energética anual a nivel mundial—.

## Observación astronómica del Sol
Unas de las primeras observaciones astronómicas de la actividad solar fueron las realizadas por Galileo Galilei en el siglo XVII, utilizando vidrios ahumados al principio, y usando el método de proyección después. Galileo observó así las manchas solares y pudo medir la rotación solar así como percibir la variabilidad de estas. En la actualidad la actividad solar es monitoreada constantemente por observatorios astronómicos terrestres y observatorios espaciales. Entre los objetivos de estas observaciones se encuentra, no solo alcanzar una mayor comprensión de la actividad solar, sino también la predicción de sucesos de elevada emisión de partículas potencialmente peligrosas para las actividades en el espacio y las telecomunicaciones terrestres.

### Exploración solar
La luz solar que apreciamos a simple vista es de color amarillo, pero en realidad el Sol la emite en todas las longitudes de onda.
Para obtener una visión ininterrumpida del Sol en longitudes de onda inaccesibles desde la superficie terrestre, la Agencia Espacial Europea y la NASA lanzaron cooperativamente el satélite SOHO (Solar and Heliospheric Observatory) el 2 de diciembre de 1995. La sonda europea Ulysses realizó estudios de la actividad solar, y la sonda estadounidense Génesis se lanzó en un vuelo cercano a la heliósfera para regresar a la Tierra con una muestra directa del material solar. Génesis regresó a la Tierra en el 2004, pero su reentrada en la atmósfera fue acompañada de un fallo en su paracaídas principal que hizo que se estrellara sobre la superficie. El análisis de las muestras obtenidas prosigue en la actualidad.

### Cálculo histórico del tamaño del Sol y su distancia
Aristarco de Samos fue el primero en hacer estimaciones sobre la distancia al Sol. No llegó a distancias concretas, sino que estableció distancias relativas a la distancia entre la Tierra y la Luna. Esperó a que la fase de la Luna sea de un cuarto exactamente, momento en que el ángulo Tierra-Luna-Sol debería ser un ángulo recto. Entonces la hipotenusa del rectángulo sería la distancia de la Tierra al Sol. Para esto era necesario medir con exactitud el ángulo del Sol respecto a la Luna, cosa que no es nada fácil.
Entonces determinó la distancia y el tamaño del Sol (relativos). Sin embargo, siendo necesario medir unos ángulos demasiado pequeños, y sin los instrumentos para ello, no logró la suficiente exactitud. Determinó que el Sol se encuentra 20 veces más lejos de lo que está la Luna, y determinó que su diámetro era al menos 7 veces el diámetro de la Tierra. Según los cálculos actuales, el Sol se encuentra 400 veces más alejado que la Luna, y su diámetro es 109 veces más grande que el de la Tierra, por lo que fue muy grande el error de medición.
Para establecer la distancia real de la Tierra a la Luna sugirió un método utilizando curvatura de la sombra de la Tierra proyectada en la Luna, durante los eclipses lunares. (Este método fue utilizado por Hiparco de Nicea posteriormente para calcular esa distancia).
Aristarco, pensando que el Sol era al menos 7 veces más grande que la Tierra, sugirió que no es el Sol el que gira alrededor de la Tierra, sino al contrario, siendo el primero en sugerir un modelo heliocéntrico. Sin embargo, sus ideas no fueron aceptadas por sus contemporáneos y la teoría heliocéntrica no se retomó hasta 1543, 17 siglos después, cuando Copérnico publicó su libro Sobre las revoluciones de los orbes celestes.
En 1650, Godefroy Wendelin repitió las mediciones de Aristarco midiendo directamente la distancia al Sol, esta vez con mayores recursos técnicos que 18 siglos atrás. Llegó a la conclusión de que el Sol estaba unas 240 veces más alejado que la Luna. Esta vez el error fue menor, pero el valor todavía menor al que se mide actualmente.
En 1609, Johannes Kepler abrió el camino para determinar las distancias relativas de todos los cuerpos del sistema solar, no solamente de la Luna y el Sol, por lo que, sabiendo la distancia a cualquiera de los planetas, se podría saber la distancia al Sol. Posteriormente, Giovanni Cassini, en 1673, obtuvo el paralaje de Marte, por lo que logró determinar su distancia. Entonces, sobre la base de los cálculos de Kepler, determinó la distancia al Sol en 136 millones de kilómetros (esta vez, la distancia se acercó bastante a los datos actuales, y el error fue solamente de 7 %).

### Generales
- Sobre la edad más exacta del Sol/sistema solar (en inglés)
- Sistema solar
- El Sol (en solarviews.com)
- El Sol (en astronomiaonline.com)
- Nuestro Sol. Actividad educativa: el sistema solar.

### Observación del Sol
- Recomendaciones para observar el Sol
- OAN. Sección del Sol de la página de efemérides del Observatorio Astronómico Nacional, con información actualizada sobre la actividad del Sol.
- Lista de la mayoría de observatorios solares terrestres (en inglés)
- Página web de SOHO (The Solar and Heliospheric Observatory) (en inglés)
- Solar Position algorithm (en inglés)

- Datos: Q525
- Multimedia: Sun / Q525
- Citas célebres: Sol